# Метельская, Ираида Семёновна
Ираида Семеновна Метельская (18 февраля 1930, РСФСР) — украинская советская деятельница, ткачиха-инструктор производственного обучения Дарницкого шелкового комбината города Киева. Депутат Верховного Совета СССР 7-8-го созывов.

## Биография
Родилась в рабочей семье. Образование неполное среднее. С 1944 по 1947 год училась в школе фабрично-заводского ученичества при суконной фабрике имени в РСФСР.
В 1947—1950 годах — мастер производственного обучения профессионально-технического училища.
В 1950—1956 годах — ткачиха, мастер, с 1956 года — ткачиха-инструктор производственного обучения (по подготовке гобеленниць) Дарницкого шелкового комбината города Киева.
Потом — на пенсии в городе Киеве.

## Награды
- орден Ленина
- медали